# Episodi di Duckman (quarta stagione)
La quarta stagione della serie animata Duckman, composta da 28 episodi, è stata trasmessa negli Stati Uniti, da USA Network, dal 4 gennaio al 6 settembre 1997.
In Italia la stagione è stata trasmessa su Italia Teen Television.
| nº | Titolo originale                                  | Titolo italiano | Prima TV USA     | Prima TV Italia |
| -- | ------------------------------------------------- | --------------- | ---------------- | --------------- |
| 1  | Dammit, Hollywood                                 |                 | 4 gennaio 1997   |                 |
| 2  | Coolio Runnings                                   |                 | 11 gennaio 1997  |                 |
| 3  | Aged Heat 2: Women in Heat                        |                 | 18 gennaio 1997  |                 |
| 4  | All About Elliott                                 |                 | 25 gennaio 1997  |                 |
| 5  | From Brad to Worse                                |                 | 1º febbraio 1997 |                 |
| 6  | Bonfire of the Panties                            |                 | 8 febbraio 1997  |                 |
| 7  | Role With It                                      |                 | 15 febbraio 1997 |                 |
| 8  | Ajax and Ajaxer                                   |                 | 22 febbraio 1997 |                 |
| 9  | With Friends Like These                           |                 | 1º marzo 1997    |                 |
| 10 | A Trophied Duck                                   |                 | 8 marzo 1997     |                 |
| 11 | A Star is Abhorred                                |                 | 15 marzo 1997    |                 |
| 12 | Bev Takes a Holiday                               |                 | 22 marzo 1997    |                 |
| 13 | Love! Anger! Kvetching!                           |                 | 12 aprile 1997   |                 |
| 14 | Duckman and Cornfed in 'Haunted Society Plumbers' |                 | 19 aprile 1996   |                 |
| 15 | Ebony, Baby                                       |                 | 26 aprile 1997   |                 |
| 16 | Vuuck, as in Duck                                 |                 | 3 maggio 1997    |                 |
| 17 | Crime, Punishment, War, Peace, and the Idiot      |                 | 10 maggio 1997   |                 |
| 18 | Kidney, Popsicle, and Nuts                        |                 | 24 maggio 1997   |                 |
| 19 | The Tami Show                                     |                 | 14 giugno 1997   |                 |
| 20 | My Feral Lady                                     |                 | 21 giugno 1997   |                 |
| 21 | Westward, No!                                     |                 | 28 giugno 1997   |                 |
| 22 | Short, Plush, and Deadly                          |                 | 12 luglio 1997   |                 |
| 23 | How to Suck in Business Without Really Trying     |                 | 19 luglio 1997   |                 |
| 24 | You've Come A Wrong Way, Baby                     |                 | 26 luglio 1997   |                 |
| 25 | Hamlet 2: This Time It's Personal                 |                 | 2 agosto 1997    |                 |
| 26 | Das Sub                                           |                 | 16 agosto 1997   |                 |
| 27 | Where No Duckman Has Gone Before                  |                 | 23 agosto 1997   |                 |
| 28 | Four Weddings Inconceivable                       |                 | 6 settembre 1997 |                 |